# Société portugaise pour les missions

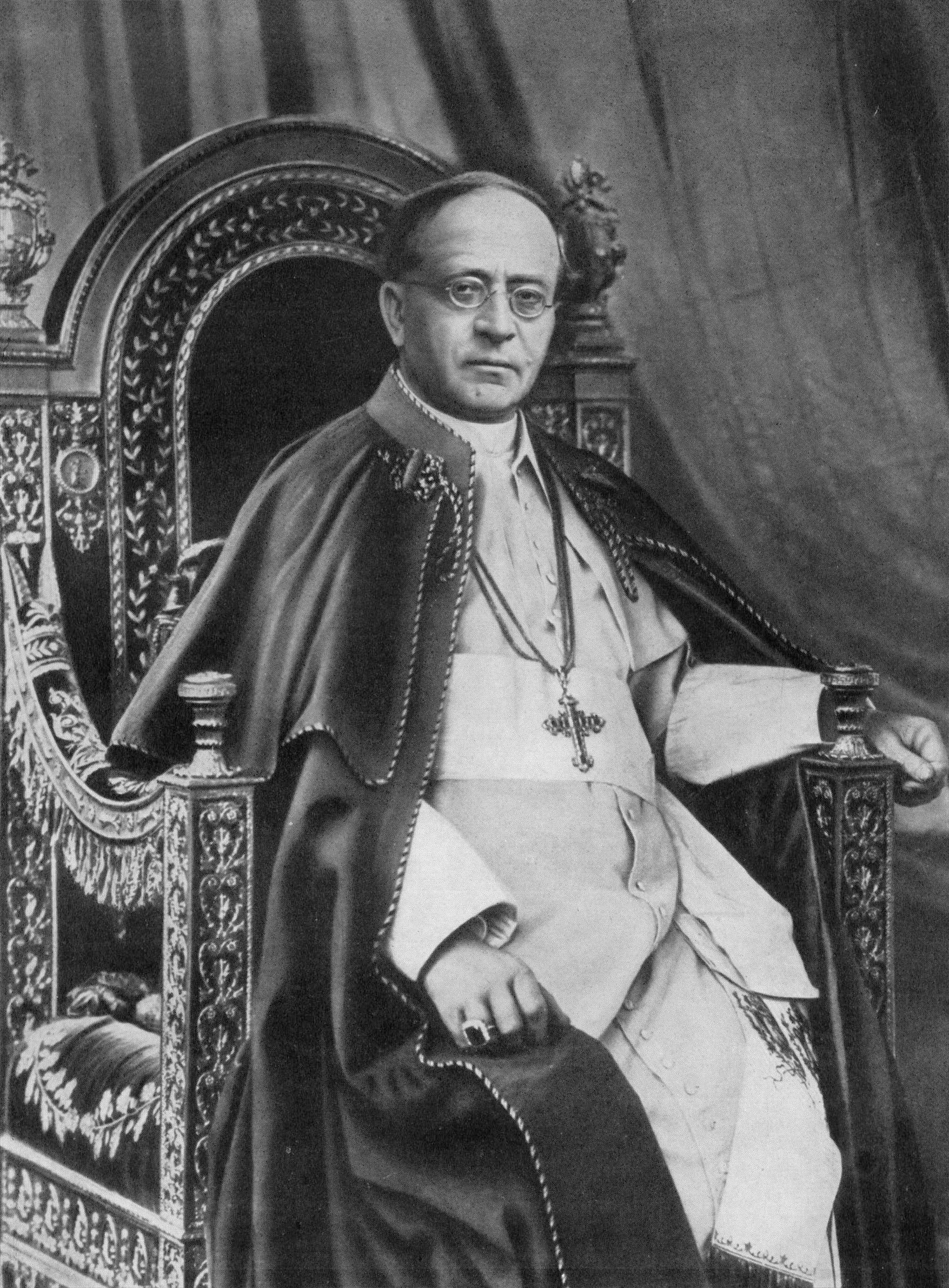
Pape Pie XI

La société portugaise pour les missions (en latin : Societas lusitana pro missionibus) est une société de vie apostolique masculine et missionnaire de droit pontifical.

## Historique
La proposition d'établir une société portugaise pour les missions est évoquée par l'assemblée plénière de l'épiscopat portugais en 1926 ; le Pape Pie XI approuva la création de l'œuvre le 30 octobre 1930 et nomma supérieur João Evangelista de Lima Vidal (1874 - 1958), João Evangelista de Lima Vidal (pt), évêque de Vila Real. 
Le séminaire pour la formation du clergé missionnaire ouvre à Cucujães (près d'Oliveira de Azeméis) et deux membres de l'institut pontifical pour les missions étrangères arrivent de Rome pour aider son organisation.
Les deux premiers membres de la société prêtent serment le 26 octobre 1932 et le premier prêtre de la compagnie est ordonné en 1933, le premier groupe de cinq missionnaires est envoyé au Mozambique en 1937.
Dans la lettre apostolique Saeculo exunto octavo de 1940, le pape Pie XII salue l'apostolat des missionnaires de la société ; Le 17 novembre 1975, la société quitte le secrétariat d'État du Saint-Siège pour devenir dépendante de la congrégation pour l'évangélisation des peuples. 

## Activités et diffusion
Les membres de la société sont essentiellement dédiés à l'apostolat missionnaire.
Ils sont présents dans 4 pays lusophones : Portugal, Mozambique, Brésil, Angola ; ainsi qu'en Zambie et au Japon.
La maison-mère est à Lisbonne.
Au 31 décembre 2005, la société comptait 26 maisons et 119 membres dont 97 prêtres.